# 周亦卿家族

## 家族簡介
周亦卿家族，祖籍浙江省宁波，為香港建築世家。他是其士集團(0025.HK)創辦人之一。

## 家族成員
- 周亦卿博士  == 宮川美智子
  - 周莉莉
  - 周蕙禮
  - 周蕙苓
  - 周蕙芝
  - 周蕙蕙 == 吳家樂
  - 周薇薇
  - 周維正 == 陳嘉泰